# Osieczyce
Osieczyce (prononciation : [ɔɕɛˈt͡ʂɨt͡sɛ]) est un village polonais de la gmina de Lubniewice dans le powiat de Sulęcin de la voïvodie de Lubusz dans l'ouest de la Pologne.
Il se situe à environ 7 kilomètres au sud de Lubniewice (siège de la gmina), 12 kilomètres à l'est de Sulęcin (siège du powiat), 31 kilomètres au sud de Gorzów Wielkopolski (capitale de la voïvodie) et 60 kilomètres au nord de Zielona Góra (siège de la diétine régionale).
Le village comptait approximativement une population de 10 habitants en 2006.

## Histoire
Après la Seconde Guerre mondiale, avec la mise en œuvre de la ligne Oder-Neisse, le village est intégré à la République populaire de Pologne. La population d'origine allemande est expulsée et remplacée par des polonais.
De 1975 à 1998, le village appartenait administrativement à la voïvodie de Gorzów.

Depuis 1999, il appartient administrativement à la voïvodie de Lubusz